# Charles-Jérôme Drujon
Pour les articles homonymes, voir Drujon.
Charles-Jérôme Alexandre Drujon (Les Gonds, 23 avril 1875 - Saint-Sever, 21 février 1944), est un officier de marine français.

## Biographie
Il entre à l'École navale en octobre 1893. Enseigne (octobre 1898), il sert sur le sous-marin Narval en Corse puis passe en 1901 sur l'Infernet dans l'océan Indien. 
Lieutenant de vaisseau (mai 1905) sur le Dunois dans la Manche, il commande en 1909 le sous-marin Messidor puis devient en 1911, second du Friant. Il se fait remarquer alors lors du sauvetage du Delhi sur les côtes du Maroc. 
En 1913, il obtient le brevet d'état-major et prend part sur le cuirassé Paris à l'expédition des Dardanelles avant de commander les torpilleurs Poignard et Trident. 
Capitaine de frégate (1917), commandant d'une escadre de sous-marins, il est envoyé en 1918 à Harwich pour y prendre livraison de quinze sous-marins allemands livrés à la France. 
Promu capitaine de vaisseau en juin 1922, breveté de l’École de guerre navale, il commande une flottille de contre-torpilleurs puis, en 1926, l’École navale. 
Contre-amiral (mars 1928), vice-président du Comité technique (novembre 1931), il est promu vice-amiral en février 1932 et commande l'escadre de l'Atlantique. 
Président du Comité technique, de la Commission permanente des essais et de celle de la révision du règlement (1934), il devient en février 1936 inspecteur général des forces maritimes du Nord. Il prend sa retraite en 1937. 

## Récompenses et distinction
- Chevalier (29 décembre 1909), Officier (11 juillet 1912), Commandeur (27 juin 1929) puis Grand-Officier de la Légion d'Honneur (4 juillet 1934).
- Titulaire de l'ordre de la Francisque[1].